# Evangelisch-reformierte Kirche (Burbach)
Die evangelisch-reformierte Kirche ist ein denkmalgeschütztes Kirchengebäude in Burbach, einer Gemeinde im Kreis Siegen-Wittgenstein (Nordrhein-Westfalen). Das schlichte Gebäude steht auf dem Römerfelsen. Die ansässige Kirchengemeinde gehört zum Kirchenkreis Siegen-Wittgenstein in der Evangelischen Kirche von Westfalen.

## Geschichte und Architektur
Ursprünglich trug die alte Burbacher Kirche das Patrozinium St. Marien. Die Pfarrei wurde 1219 urkundlich genannt. Das Nachfolgergebäude wurde von 1774 bis 1776 errichtet, die Sakristei ist im Risalit in der Mitte untergebracht. Die Orgel von 1780 stammte aus der Werkstatt der Gebr. Kleine in Freckhausen. Der Westturm stammt von einem Vorgängergebäude aus dem späten Mittelalter. Bei dem Bau des größeren Kirchenschiffes wurde ein Zugang zum Turm geschaffen und die alte baufällige Wendeltreppe aus Stein durch eine Holztreppe ersetzt, um so den Zugang zu den Glocken und zur Turmuhr zu schaffen. Die Wände sind an einer Seite durch hohe Rundbogenfenster, an den anderen durch rundbogige über quadratischen Fenstern gegliedert. Im Innenraum wurde ein Spiegelgewölbe eingezogen. Die dreiseitige Empore ist, ebenso wie das Gestühl, nach Norden ausgerichtet. Der Fußboden aus Naturstein im Fischgrätmuster verlegt, stammt wohl aus der Bauzeit. Von dem alten, abgebrochenen Kirchenschiff, ist noch ein Säulenfuß erhalten. Er steht umgedreht als Tisch vor der Alten Vogtei in der Nähe.
Der Kirchhof, auf dem sich auch der Friedhof befand, war von einer Bruchsteinmauer umgeben. Diese wurde im Dreißigjährigen Krieg erhöht und mit Toren und einem Turm im Norden befestigt. Die Befestigungsanlagen sind noch fast komplett erhalten und befinden sich in einem guten Zustand.

## Ausstattung
Die zurückhaltend wirkende Ausstattung wirkt einheitlich, durch sie ist der hell gehaltene Saal klar gegliedert und zeigt die idealtypische geforderte Gestaltung evangelischer Kirchen des 18. Jahrhunderts.
- Der Kanzelaltar-Orgelaufbau[8]
- An der Außenwand sind zwei Grabplatten aus Guss angebracht, sie tragen die Bezeichnungen 1783 und 1787.

## Glocken
In der Vorgängerkirche hingen im Turm drei Glocken.
Das Gussjahr der großen Glocke ist nicht überliefert, auch das Spruch band ist nicht mehr leserlich. Sie wog 1131 Pfund und zerbrach im Jahr 1760. Nach einer Reparatur versah sie ihren Dienst bis 1810 und zerbrach dann abermals. Die Rincker in Leun goss sie um, erreichte aber den alten Klang nicht mehr. Die mittlere Glocke wurde 1447 gegossen, laut ihrer Inschrift diente sie zum Vertreiben von Gewittern. Sie wurde bei Beerdigungen und an den Sonntagen eingesetzt. Die kleine Glocke von 1452 klang hell, sie diente als Schulglocke.
Ein neues Geläut lieferte die Glockengießerei Schipping aus Neuwied am 13. November 1857. Dies Glocken mussten im Ersten Weltkrieg abgeliefert werden, sie wurden 1921 durch drei neue Glocken der Glockengießerei Rincker in Leun ersetzt. Die zwei größten Glocken mussten im Zweiten Weltkrieg abgegeben werden, die kleine auf den Ton b gestimmte, blieb erhalten.
Die Glockengießerei Rincker aus Sinn lieferte 1952 zwei neue Glocken, die große war auf f gestimmt und die kleinere, nun mittlere im Geläut, auf as. Beide Glocken wurden aus Bronze gegossen. Die große Glocke, mit einem Gewicht von 699,5 kg und einem Durchmesser von 1070 mm trägt die Inschrift Ehre sei Gott in der Höhe und die kleinere, mit einem Gewicht von 433 kg und einem Durchmesser von 904 mm die Inschrift Friede auf Erden. Der Glockenstuhl wurde erneuert und ein elektrisches Läutwerk eingebaut.

## Turmuhr
Die heutige Turmuhr hatte mindestens zwei Vorgänger, die vermutlich kein Zifferblatt besaßen, sondern durch den Glockenschlag die Zeit anzeigten. In einem Protokoll von 1884 ist erwähnt, dass man nun auch beschlossen habe, ein Ziffernblatt an der Außenseite des Turmes anzubringen. Die Uhr, die beim Neubau des Kirchenschiffes im Jahr 1776 im Turm untergebracht war, hatte unter einem großen Ortsbrand stark gelitten und war unbrauchbar geworden. Der Uhrmacher Johann Heinrich Spieß aus Siegen übernahm sie und lieferte für 20 Reichstaler eine neue Uhr. Diese Uhr versagte in den 1880er Jahren ihren Dienst. Eine neue Uhr mit einem zur Straßenseite hin angebrachten Zifferblatt wurde 1884 angeschafft. Das mächtige Uhrwerk zeigt auf dem Rahmen aus Gusseisen die Inschrift Bockenem 1884 Auf einem versteckt angebrachten Firmenschild ist zu lesen A.F.Weule, Turm-, Hof- und Eisenbahnuhren Bockenem.